# انترناسیونالیسم پرولتری
انترناسیونالیسم پرولتری (به انگلیسی: Proletarian internationalism) مفهومی مارکسیستی است. این مفهوم به طور کلی به این اشاره دارد که کارگران باید در همبستگی با کارگران همهٔ جهان به جای دنبال کردن منافع ملی خودشان گام بردارند. می‌توان گفت که این مفهوم در خط آخر مانیفست حزب کمونیست و شعار معروف "کارگران جهان، متحد شوید!" خلاصه شده است. برداشت‌ها از این مفهوم بین گروه‌های مختلف بسیار متفاوت بوده‌است. متضاد انترناسیونالیسم پرولتری، را می‌توان ناسیونالیسم بورژوایی دانست.
ناسیونالیسم میانه‌رو با انترناسیونالیسم ناسازگار نیست، ولی ناسیونالیسم تندرو مخالف آن 
است.

## توضیح
پرولتاریا انترناسیونالیسم که گاهی  سوسیالیسم بین‌المللی نیز خطاب می‌شود، شکلی از سوسیالیسم بین‌الملل‌گرا است و برپایه این دیدگاه بنا شده است که سرمایه‌داری یک نظام جهانی است و در نتیجه طبقه کارگر باید به عنوان یک طبقه جهانی برای شکست آن در مبارزه طبقاتی اقدام کند. در نتیجه کارگران باید در همبستگی با کارگران دیگر کشورها براساس منافع طبقاتی مشترکی که دارند برای جلوگیری از ادامه انقیاد از طریق تفرقه اندازی و حکومت کردن، مبارزه کنند.
پرولتاریا انترناسیونالیسم ارتباط تنگاتنگی با هدف انقلاب جهانی دارد.